# Мазур, Сергей Акимович
Сергей Акимович Мазур — советский хозяйственный, государственный и политический деятель.

## Биография
Родился в 1913 году в Волынской губернии. Член КПСС.
С 1935 года — на хозяйственной, общественной и политической работе. В 1935—1980 гг. — в ГПУ-НКВД, начальник Климовичского районного отдела НКВД, начальник Осиповичского межрайонного отдела НКГБ, во время Великой Отечественной войны, с июля 1941 года, Сергей Акимович Мазур занимался организацией, руководством и принимал непосредственное участие в боевых действиях партизанских соединений на территории Белорусской ССР. В 1943 году он возглавлял 13-ю Костюковичскую бригаду, которая действовала в Климовичском, Костюковичском и Пропойском районах Могилёвской области. Сергей Акимович Мазур со своими партизанами, за два с небольшим года, нанёс фашистам огромный урон. Список разрушенного и уничтоженного (поездов, полотна, вооружения, солдат и офицеров, линий связи, строительных материалов, продовольствия) достаточно велик. В пяти, пущенных под откос эшелонах уничтожено около 3 тысяч солдат и офицеров врага. Это 15 стрелковых или пулемётных рот вермахта просто «не доехали» до фронта. Партизаны, под командованием Мазура Сергея Акимовича, прорвали блокаду карательной операции и вывели из окружения восемь партизанских отрядов. 200 тысяч марок фашисты предлагали за его голову – вот насколько сильно им вредил командир партизанского отряда, командир 13-й Костюковичской партизанской бригады. Много пользы принёс Сергей Акимович Мазур и как 2-й секретарь Могилёвского областного комитета КП(б) Беларуси, первый секретарь Могилёвского райкома КП Беларуси, начальник Могилевского территориального производственного управления, заместитель начальника Управления внутренних дел Исполнительного комитета Гомельского областного Совета.
Избирался депутатом Верховного Совета Белорусской ССР 3-го, 4-го, 5-го созывов. Делегат XXII съезда КПСС.
Умер Сергей Акимович Мазур в 1997 году.
Похоронен полковник Мазур Сергей Акимович, рядом со своей женой Надеждой Петровной, на кладбище №1, 14-й км. по Черниговскому направлению от города Гомеля.